# Isla de Rennell
La isla de Rennell o isla Rennell, conocida localmente como Mungava, es la principal de las dos islas habitadas que conforman la provincia de Rennell y Bellona en las Islas Salomón. La isla de Rennell tiene una superficie de 660 kilómetros cuadrados, mide unos 80 kilómetros de largo y 14 kilómetros de ancho. Es el segundo atolón de coral más alto del mundo y posee el lago más grande de todas las islas del Pacífico, el lago Tegano, que está reconocido como Patrimonio de la Humanidad. La Isla de Rennell tiene una población de alrededor de 3.000 personas, de origen polinesio, que hablan principalmente renbeliano, pigin y algo de inglés. Rennell y Bellona son las únicas islas del archipiélago melanesio de las Islas Salomón que están clasificadas como parte de la Polinesia.
- Datos: Q59580
- Multimedia: Rennell Islands / Q59580